# コードネーム: プリンス
『コードネーム: プリンス』（原題: The Prince）は、2014年にアメリカ合衆国で製作されたアクションスリラー映画。
アメリカ合衆国では2014年8月22日から一部劇場での限定公開と、ビデオ・オン・デマンドによる配信が行われた。日本では2015年1月3日から開催された「未体験ゾーンの映画たち2015」の中の一作として限定公開された。

## ストーリー
かつて裏社会で「プリンス」と呼ばれ恐れられていた凄腕の暗殺者ポールは、犯罪組織のボスであるオマーの暗殺に失敗したことをきっかけに足を洗い、現在は田舎で自動車整備工をしながら静かに暮らしていた。ところが、ある日一人暮らしをしている娘ベスが消息不明になってしまい、娘を探すためにポールは故郷ニューオリンズへと戻る。一方、ポールによって誤って妻子を殺されたオマーは、彼が町に戻ったことを知り、その命を奪おうと画策する。ポールは過去の仲間たちの協力を得ながら愛する娘を取り戻すため奔走する。

## キャスト
※括弧内は日本語吹替
- ポール - ジェイソン・パトリック（咲野俊介）
- アンジェラ - ジェシカ・ロウンズ（高梁碧）
- ベス - ジーア・マンテーニャ（壹岐紹未）
- オマー - ブルース・ウィリス（樋浦勉）
- マーク - RAIN (ピ)（逢笠恵祐）
- サム - ジョン・キューザック（家中宏）
- ファーマシー - 50セント（白熊寛嗣）
- ライリー - ドン・ハーヴェイ（各務立基）
- ウィルソン - ジェッセ・プルエット（さかき孝輔）
- レイチェル - ディディ・コスティン（御沓優子）
- スーザン - ボニー・サマーヴィル（壹岐紹未）
- ジミー - ティム・フィールズ（寸石和弘）
- フランク - ジョナサン・シェック（さかき孝輔）
- エディ - タイラー・ジョン・オルソン（藤巻大悟）
- キャンディス - タラ・ホルト（御沓優子）
- ミッチ - ジョナサン・カーキーク（寸石和弘）